# بيارجمند
بيارجمند (بالفارسية: بیارجمند) هي منطقة سكنية تقع في إيران في Beyarjomand District. يقدر عدد سكانها بـ 2,246 نسمة .